# Bătălia de la Zela (67 î.Hr.)

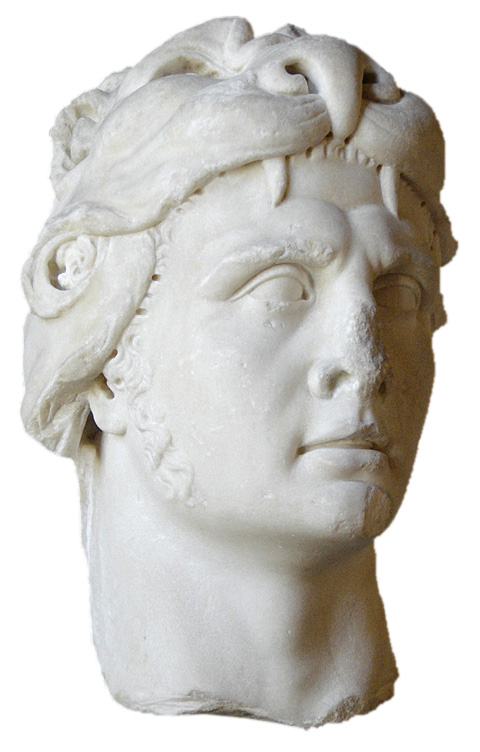
Mitridate al VI-lea

Bătălia de la Zela din 67 î.Hr. nu trebuie confundată cu Bătălia de la Zela din 47 î.Hr. în care regele Pharnaces al II-lea din Pontus a fost învins de două cohorte conduse de Iulius Cezar. 
În primăvara lui 67 î.Hr., cele mai multe trupe romane din Pontus au fost mutate în Mesopotamia. Două legiuni conduse de Gaius Flavius Fimbria (aproape 12 mii de oameni) au refuzat să plece și au fost o pradă ușoară pentru Mitridate al VI-lea. Legatusul roman a mobilizat sclavi ca să lupte alături de legionari, dar persanii au câștigat prima bătălie. Romanii au pierdut 500 de oameni și s-au retras. Mitridate a fost rănit în față de o săgeată, dar s-a recuperat în câteva zile.
Bătălia de la Zela a fost o încercare a romanilor de a recâștiga controlul zonei. Lupta a fost precedată de o tornadă ciudată; ambele părți au interpretat-o ca fiind o chemare la o bătălie finală, decisivă. Romanii au atacat tabăra de la Zela pe timp de noapte. Persanii au respins primul atac și i-au aruncat înapoi pe romani în tranșeele lor, care au fost mai curând „înfundate cu romani morți”. Mitridate a fost grav rănit din nou, dar încă o dată un șaman pe nume Agari l-a vindecat pe rege cu venin de șarpe. La doar câteva ore după ce a fost rănit grav, Mitridate era din nou înapoi în șa gata de luptă. În acest timp, romanii au fugit deja, lăsând șapte mii de morți, inclusiv 24 tribuni și 150 de centurioni.